# Hans von Schoenebeck
Hans-Ulrich von Schoenebeck, vollständig Hans Ulrich Kaspar von Schoenebeck (* 19. Dezember 1904; † 17. August 1944 in der Normandie) war ein deutscher Klassischer Archäologe.

## Werdegang
Seine Vorfahren erhielten 1829 die Adelsanerkennung in Preußen, ausgestellt in Berlin. Seine Eltern waren der Kaufmann und vormalige Hauptmann Kurt von Schoenebeck (1875–1956) und dessen erste Ehefrau Hildegard Cornelius, Tochter des Gutsbesitzers Oscar Cornelius und der Minna Ginsky. Die Hochzeit fand in London statt, Scheidung 1913. Er hatte mehrere Geschwister, Nichten und Neffen. Aus der zweiten Ehe des Vaters mit Käthe Lange, 1919 in Berlin geschlossen, Scheidung 1930, stammte der wesentlich jüngere Halbbruder Klaus (1921–1938).
Hans von Schoenebeck studierte an der Friedrich-Wilhelms-Universitä in Berlin und war dort akademischer Schüler von Gerhart Rodenwaldt. Er wurde 1935 mit einer Dissertation zur Chronologie der frühchristlichen Sarkophagplastik promoviert. Er forschte von 1933 bis 1938 zum Galeriusbogen in Thessaloniki, wobei er mit dem Bauforscher Heinz Johannes zusammenarbeitete. 
Von 1941 bis zum Juli 1942 leitete er den Kunstschutz in Griechenland, der dem Oberkommando des Heeres Generalquartiermeister Eduard Wagner unterstellt war. 1943 bis 1944 lehrt er als Dozent an der Universität Berlin. Schoenebeck fiel 1944 als Soldat in der Normandie, letzter Dienstrang Oberleutnant d. R., in einer Panzereinheit.
Noch zu Beginn des dritten Jahrtausends dienen seine Beobachtungen, die er in seinem unveröffentlichten Tagebuch festhielt, als wichtige Quelle für die weitere archäologische und religionsgeschichtliche Erforschung der Stadt. Von Schoenebeck stammte auch die historisch und archäologisch wichtige Deutung, dass ein gefallener bärtiger Römer auf einem Felsrelief in Taq-e Bostan Kaiser Julian zeigt, was das Relief zu einer bedeutenden historischen Quelle macht.

## Schriften
- Der Mailänder Sarkophag und seine Nachfolge (= Studi di antichità cristiana. Bd. 10). Pontificio Instituto di Archeologia Cristiana, Rom 1935 (Dissertation).
- Die Bedeutung der spätantiken Plastik für die Ausbildung des monumentalen Stils in Frankreich. In: Adolph Goldschmidt zu seinem siebenzigsten Geburtstag am 15. Januar 1933, dargebracht von allen seinen Schülern, die in den Jahren 1922 bis 1933 bei ihm gehört und promoviert haben. Berlin 1935, S. 23–29.
- Die christliche Sarkophagplastik unter Konstantin. In: Römische Mitteilungen. Bd. 51, 1936, S. 238–337.
- Die christlichen Paradeisossarkophage. In: Rivista di archeologia cristiana. Bd. 14, 1937, S. 289–343.
- Alamannia. Über ein Triumphalmonument zu Ehren eines römischen Sieges über die Alamannen, errichtet in Nicaria in Bithynien wohl im Jahre 299. In: Forschungen und Fortschritte. Bd. 13, 1937, S. 159–161
- Die zyklische Ordnung der Triumphalerliefs am Galeriusbogen in Saloniki. In: Byzantinische Zeitschrift. Bd. 37, 1937, S. 361–371.
- Beiträge zur Religionspolitik des Maxentius und Constantin (= Klio. Beihefte 43 = Neue Folge Bd. 30). Dieterich, Leipzig 1939 (Habilitationsschrift).
- mit Wilhelm Kraiker (Hrsg.): Hellas. Bilder zur Kultur des Christentums. Hopfer, Burg 1943.